# Barri de Sant Pau (Saragossa)
El barri de Sant Pau (Sant Pavlo en aragonès), popularment El Ganxo (O Gancho), és un barri de Saragossa. Administrativament forma part del districte del nucli antic, al costat de l'antiga ciutat romana de la qual va ser una extensió medieval després de la reconquesta cristiana.

## Història

### Origen
Els registres més antics del barri es remunten a la presa de Saragossa per Alfons I el batallador, el 1118, quan apareix la primera parròquia, coneguda originalment com a parròquia de Sant Blas i després canviada de nom a Sant Pau. Tots dos noms van coexistir un temps fins que es va acabar d'imposar el nom de Sant Pau des de 1270. El símbol del barri és una falç o, popularment, ganxo, que s'origina en una ermita de la parròquia entre el 1118 i el 1119. Era tradició realitzar un romiatge extramurs a l'ermita, on la vegetació era molt espessa, per la qual cosa es recorria a l'eina per a esbrossar el camí.
El nou barri va tenir un caràcter comercial donada la seva situació a la sortida de Saragossa per la Porta de Toledo. Aquest caràcter es va accentuar quan el rei Pere II va traslladar el mercat a Sant Pau.

### Sant Pau a l'Edat mitjana
El barri va ser una de les parròquies medievals en les quals s'organitzava la ciutat durant l'Edat mitjana. Sent un dels barris més poblats, s'incloïa entre les que tenien la categoria de parròquia major. L'actual Església de Sant Pau va ser construïda en 1259 en estil mudèjar aragonès i és coneguda popularmetn com la tercera seu després de la catedral de Sant Salvador i la basílica del Pilar.
El segle xiv , el rei Joan II d'Aragó va concedir a la parròquia el privilegi que el ganxo encapçalés totes les processons de la ciutat (el que es continua mantenint avui dia en la processó del Corpus Christi). Va ser el començament d'una llarga tradició, que es recorda en el Romanç a la processó del Corpus de 1679, escrit per Ana Abarca de Bolea:
| « | Iba lo gancho primero con muy grande ligereza cortando todos los ramos que han posato en las tabernas | » |

L'escut actual de la parròquia inclou el ganxo creuat amb l'espasa de Sant Pau, damunt d'un llibre amb la inscripció EPISTOLAE SANCTI PAULI, en honor a les epístoles del sant.
En el fogatge de 1495, el barri era el més poblat de Saragossa, amb 1140 focs. Per aquest mateix motiu, es van registrar les següents subdivisions del barri:
- Carrer dels Predicadors
- Carrer de la Filaça (actualment carrer de Casta Álvarez)
- Mercat
- Carrer de les Armes
- Carrer de Sant Blai
- Carrer de Miquel Ingles
- Carrer de la Castellana
- Carrer del Forno de Tarba (actualment part del Carrer de Conde Aranda)